# Національний природний парк «Мале Полісся»
Мале́ Полі́сся — національний природний парк в Україні, на території Шепетівського району Хмельницької області.
Площа 8762,7 га. Створений у 2013 році. Перебуває у підпорядкуванні Хмельницького обласного управління лісового та мисливського господарства, Державного агентства лісових ресурсів України.

## Історія
Вперше про створення національного природного парку «Мале Полісся» йшлося в указі Президента України «Про розширення мережі та територій національних природних парків та інших природно-заповідних об'єктів» від 1 грудня 2008 року. Наступним етапом у створенні парку було розпорядження голови Хмельницької облдержадміністрації від 16 червня 2011 року "Про погодження створення національного природного парку «Мале Полісся», яке поклало початок розробці та узгодженню проекту створення національного природного парку «Мале Полісся» у різноманітних відомствах.
У підсумку 2 серпня 2013 року видано Указ Президента України "Про створення національного природного парку «Мале Полісся», відповідно до якого до території національного природного парку «Мале Полісся» погоджено в установленому порядку включення 8762,7 гектара земель державної власності, а саме: 2764 гектарів земель, що перебувають у постійному користуванні державного підприємства «Ізяславське лісове господарство», вилучаються у землекористувача та надаються національному природному парку у постійне користування, а також 5998,7 гектара земель державної власності, що включаються до території національного природного парку «Мале Полісся» без вилучення. Зокрема, до складу парку погоджено включення без вилучення у землекористувачів 2491,7 гектара земель державного підприємства «Ізяславське лісове господарство» та 2507 гектарів земель державного підприємства «Славутське лісове господарство».

## Природні ресурси парку
Територія парку охоплює лісові масиви Ізяславського і Славутського районів, які вирізняються багатим біорізноманіттям. Включає кілька озер і болотних масивів, а також частини долин річок Горинь, Вілія, Гнилий Ріг.

## Біота

### Флора
На території парку зростає 21 вид рослин, занесених до Червоної книги України, а також 37 видів, що підлягають особливій охороні на території області.

### Фауна
Тут водиться 205 видів хребетних тварин, з них 18 видів кісткових риб, 11 — земноводних, 7 — плазунів, 186 — птахів і 33 види ссавців. На території парку трапляються 4 види тварин із Європейського Червоного списку (бистрянка російська, карась золотий, орлан-білохвіст, шуліка чорний), а також 101 вид із додатку 2 Бернської конвенції, 53 види тварин, занесених до Червоної книги України, серед них: борсук звичайний, журавель сірий, видра річкова.